# Sven-Olov Sjödelius
Sven-Olov Isak Sjödelius (* 13. Juni 1933 in Gemeinde Nyköping; † 29. März 2018 in Nyköping) war ein schwedischer Kanute und zweifacher Olympiasieger.

## Erfolge
Sven-Olov Sjödelius sicherte sich seine ersten internationalen Medaillen bei Weltmeisterschaften. 1950 wurde er in Kopenhagen im Vierer-Kajak über 1000 Meter Vizeweltmeister. Acht Jahre später folgte in Prag der Gewinn der Bronzemedaille mit der 4-mal-500-Meter-Staffel im Einer-Kajak. Eine weitere Silbermedaille gewann er 1963 in Rajce über 10.000 Meter im Einer-Kajak.
Zweimal nahm er an Olympischen Spielen teil. Bei seinem Olympiadebüt 1960 in Rom wurde er im Zweier-Kajak sogleich Olympiasieger. Auf der 1000-Meter-Strecke startete er mit Gert Fredriksson, mit dem er zunächst im Vorlauf den dritten Platz und im Halbfinale den zweiten Platz belegte. Im Endlauf überquerten sie nach 3:34,73 Minuten als Erste die Ziellinie, vor den zweitplatzierten Ungarn András Szente und György Mészáros sowie Stefan Kapłaniak und Władysław Zieliński aus Polen, und gewannen damit die Goldmedaille. Mit der 4-mal-500-Meter-Staffel im Einer-Kajak gelangen ihm, Gert Fredriksson, Carl von Gerber, Åke Nilsson der Halbfinaleinzug, wo sie als Drittplatzierte ihres Laufs ausschieden.
Bei den Olympischen Spielen 1964 in Tokio gelang es Sjödelius, seinen Erfolg im Zweier-Kajak zu wiederholen. Sein Partner war dieses Mal Gunnar Utterberg und mit diesem zog er nach Rang drei im Vorlauf und Rang eins im Halbfinallauf ins Finale ein. Den Endlauf schlossen sie mit knapp 0,8 Sekunden vor Antonius Geurts und Paul Hoekstra aus den Niederlanden sowie 2,1 Sekunden vor den Deutschen Heinz Büker und Holger Zander auf dem ersten Platz ab. Während es für Sjödelius die zweite Goldmedaille in Folge war, gewann Utterberg seine erste und letztlich einzige. Im Vierer-Kajak belegte er mit Carl von Gerber, Gunnar Utterberg und Rolf Peterson im Vorlauf und Halbfinale jeweils den zweiten Platz, im Finale verpassten die Schweden als Fünfte jedoch einen Medaillengewinn um fast zwei Sekunden.
Sjödelius war von 1966 bis 1974 Vorsitzender seines Vereins Nyköpings KK. Seine Neffen Anders (1976 und 1980) und Bengt Andersson (1984 und 1988) waren ebenfalls zweifache olympische Kanuten.